# 梨树乡 (万源市)
梨树乡，是中华人民共和国四川省达州市万源市曾经下辖的一个乡。2020年6月，撤销梨树乡，将原梨树乡所属行政区域划归官渡镇管辖。

## 行政区划
梨树乡撤销前下辖以下地区：
池家坝村、杜家沟村、黑水池村、荆竹坝村、鱼家山村、横山子村和三合面村。